# Chen Bijun
 (avril 2025).
 (mai 2025).
Si vous disposez d'ouvrages ou d'articles de référence ou si vous connaissez des sites web de qualité traitant du thème abordé ici, merci de compléter l'article en donnant les références utiles à sa vérifiabilité et en les liant à la section « Notes et références ».
 (mai 2025).
Chen Bijun (chinois : 陈璧君 ; pinyin : Chén Bìjūn), née le 5 novembre 1891 à Jiangmen (Empire de Chine) et morte le 17 juin 1959 à Shanghai (Chine), est une femme politique chinoise. Elle assume, durant une période de quatre mois, entre 1944 et 1945, l’intérim du gouvernement cantonal de Guangzhou.

## Biographie
Chen Bijun est issue de la lignée de Chen Gengji, millionnaire chinois, et de sa seconde épouse, Wei Yuelang. Elle grandit à George Town, en Malaisie britannique, dans la demeure de Cheng Gengji. Chen Bijun passait, aux yeux des siens, pour une enfant à la volonté trempée. À l’instar de ses frères et sœurs, elle reçoit d’abord un enseignement privé, conforme aux préceptes de l’érudition chinoise traditionnelle, avant d’être confiée à des pensionnats catholiques, où elle s’initie aux disciplines de facture anglaise.   
En 1909, elle gagne le Japon sous prétexte de parfaire ses études.  La même année, elle adhère  à la société révolutionnaire Tongmenghui. Son père, adepte des doctrines royalistes, demeure dans l’ignorance de ses engagements politiques, tandis que la mère de Chen Bijun subvient aux besoins financiers à son militantisme.  
Elle est présentée à Wang Jingwei par l’entremise d’un dignitaire provincial du Tongmenghui. Suite aux ruptures de ses fiançailles avec un de ses cousins, Chen accompagne Wang à Singapour afin d’y rencontrer Sun Yat-sen.   
Chen et Wang se fiancent peu avant l'échec d'un complot de Wang et d’autres affiliés du Tongmenghui visant le prince Chun. L’incarcération de Wang eu lieu deux semaines après les faits. Il est libéré en 1911, bénéficiant de la grâce octroyée aux prisonniers politiques à la faveur du soulèvement de Wuchang.  
Chen et Wang se marient en 1912. De leur union, sont nés six enfants. 
Chen intégra le Kuomintang (KMT) en même temps que Wang. En 1924, elle figure parmi les trois seules femmes déléguées au congrès national du parti, aux côtés de He Xiangning et Tang Yungong, et est élue au Comité central de surveillance du KMT. Lors de l’incident de Xi’an, en 1936 – épisode au cours duquel Tchang Kaï-chek fut enlevé –, elle tente, sans succès, de convaincre son époux de le renverser par un coup de force. 

### Activités en temps de guerre
Durant la Seconde guerre sino-japonaise, Chen Bijun et son époux Wang Jingwei considèrent les communistes comme une menace plus redoutable encore que les Japonais. Ils se rallient à ces derniers et instaurent un gouvernement fantoche sous leur tutelle. Chen Bijun fut élue, en raison de son engagement au sein du parti en tant que membre du Comité central de surveillance du Kuomintang (KMT). À la mort de son conjoint en 1944, Chen Gongbo lui succéda. Chen Bijun quitte alors Nankin et se voit confier les rênes de l’administration cantonale, qu’elle dirige durant quatre mois. 

### Après-guerre
Après la défaite nippone en août 1945, une proposition d'évacuation est présentée par les Japonais à Chen, qui la décline. 
Elle est arrêtée pour trahison sur ordre de Tchang Kaï-chek le 25 août 1945, mais nie toute culpabilité. En 1949, elle est incarcérée à Shanghai lors de la prise de contrôle de la ville par les communistes. Une offre de grâce est émise par Mao Zedong et Zhou Enlai, sur la demande de He Xiangning et Song Qingling. Toutefois, cette offre est conditionnée par l'aveu de sa trahison. Chen refuse de coopérer et poursuit son incarcération jusqu'à son décès en 1959.

## Dans la culture populaire
Le film historique chinois Road to Dawn, réalisé en 2007, met en scène le personnage de Xu Danrong, inspiré de la figure réelle de Chen et incarné par l’actrice malaisienne Angelica Lee. 